# Aiguille de Péclet

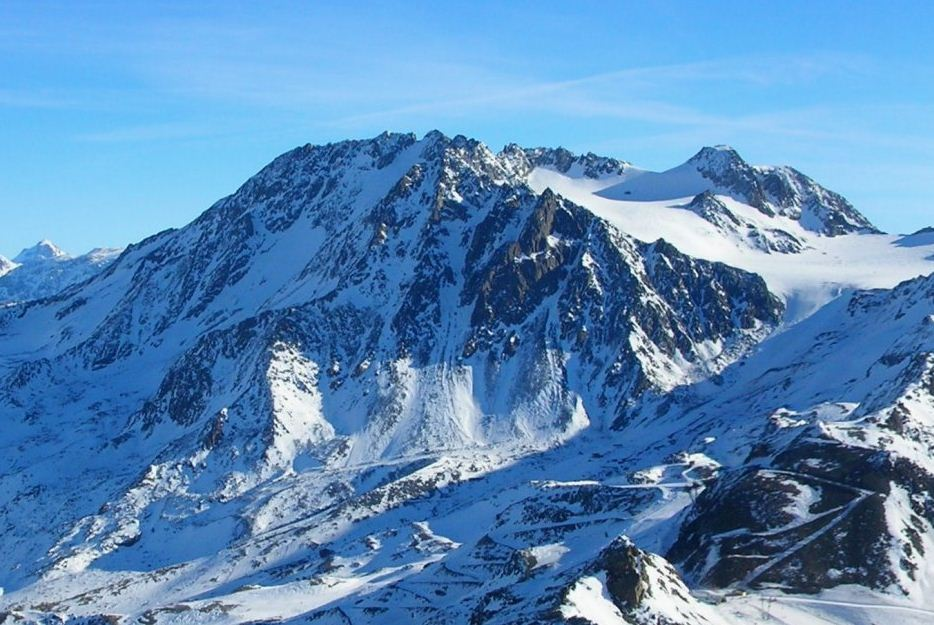
Zicht op de Aiguille de Péclet vanop de top van de Cime de Caron. Rechts van de Aiguille de Péclet is de Col de Gébroulaz zichtbaar: de scheiding tussen Glacier de Gébroulaz (niet zichtbaar) en Glacier de Chavière (op de voorgrond)

De Aiguille de Péclet is een 3561 meter hoge berg in het Franse departement Savoie. De berg behoort tot de westelijke groep van de Grajische Alpen. De top is een hoorn en bestaat voornamelijk uit gneiss. Ten noordoosten ligt het stroomgebied van de Doron des Allues; ten zuidoosten watert het af naar de vallei van de Maurienne, terwijl de westzijde tot de vallei van Belleville behoort. Aan de overzijde van de Col de Gébroulaz bevindt zich de Aiguille de Polset, die net iets lager is. De Aiguille de Péclet is goed zichtbaar vanuit het skistation Val Thorens.